# Eustrotia plumbifusa
Eustrotia plumbifusa är en fjärilsart som beskrevs av Dyar 1912. Eustrotia plumbifusa ingår i släktet Eustrotia och familjen nattflyn. Inga underarter finns listade i Catalogue of Life.